# Laylatina inexpectata
Laylatina inexpectata är en insektsart som beskrevs av Abdul-nour 1988. Laylatina inexpectata ingår i släktet Laylatina och familjen dvärgstritar. Inga underarter finns listade i Catalogue of Life.